# Listă de filme istorice
Film istoric trimite aici.
Drama istorică este un gen de film în care scenariul se bazează pe evenimente istorice și pe persoane celebre. Unele filme istorice încearcă să portretizeze cu acuratețe un eveniment istoric sau o biografie, atât cât îi permit cercetările istorice disponibile. Alte drame istorice sunt povestiri fictive care se bazează pe o persoană reală și faptele lor, cum ar fi Inimă neînfricată, care se bazează vag pe lupta din secolul al XIII-lea a cavalerului William Wallace pentru independența Scoției.

## Filme  despre Antichitate
| Titlu                         | Data lansării | Perioada acțiunii                            | Rezumat |                     |      |                 |                                                    |
| ----------------------------- | ------------- | -------------------------------------------- | --- | ------------------- | ---- | --------------- | -------------------------------------------------- |
| Titlu                         | Data lansării | Perioada acțiunii                            | Rezumat | David and Bathsheba | 1951 | 1040-970 î.e.n. | Povestea relației dintre regele David și Bathsheba |
| Quo Vadis                     | 1951          | 64-68, Roma                                  | Un film inspirat după romanul cu același nume, despre un general roman venit dintr-o campanie militară triumfătoare care se îndrăgostește de o ostatică creștină și începe să lupte împotriva tiraniei și cruzimiilor comise de despotul împărat, Nero. |                     |      |                 |                                                    |
| The Robe                      | 1953          | 30-36,Iudeea                                 | Povestea unui tribun roman care îl crucifică pe Isus, dar ajunge să creadă în acesta, intrând în conflict cu Caligula |                     |      |                 |                                                    |
| The Egyptian                  | 1954          | 1353-1306 î.e.n., Egipt                      | Un film inspirat după manuscrisul cu "Povestea lui Sinuhe". Către sfârșitul dinastiei a XVIII-a, Sinuhe, un orfan sărac, devine un medic profesionist și alături de prietenul său Horemheb, este numit în serviciul noului faraon, Akhenaten care introduce o religie monoteistă. Sinuhe caută să învețe să răspundă la întrebările care și le pune din copilărie.                                                                                               |                     |      |                 |                                                    |
| Land of the Pharaohs          | 1955          | 2589-2566 î.e.n., Egipt                      | Un arhitect capturat de egipteni este obligat de faraonul Khufu să proiecteze construcția Marii Piramide de la Giza, un mormânt care să-i asigure acestuia viața de apoi și ascunderea comorilor sale. |                     |      |                 |                                                    |
| The Ten Commandments          | 1956          | 1290-1270 î.e.n., Egipt                      | În timp ce evreii erau ținuți în captivitate și în sclavie în Egipt, un prunc evreu este adoptat la curtea egipteană în timpul faraonului Seti I. Moise crește și devine prințul moștenitor după succesele sale, dar își află adevărata origine evreiască și misiunea divină de a-și elibera poporul ,intrând în rivalitate cu fratele său vitreg, Ramses al II-lea, dar înfruntând și dificultățile poporului pe parcursul Exodului.                            |                     |      |                 |                                                    |
| Helen of Troy                 | 1956          | 1194–1184 î.e.n., Asia Mica                  | Într-un război crunt care se desfășoară timp de 10 ani între greci și troieni , cei doi tineri, Elena și Paris trăiesc o o poveste de iubire. |                     |      |                 |                                                    |
| Alexander the Great           | 1956          | 356-323 î.e.n., din Macedonia până în Persia | Tinerețea și campaniile militare în Orient ale celui mai mare cuceritor din antichitate, Alexandru Macedon |                     |      |                 |                                                    |
| Solomon and Sheba             | 1959          | 1011-931 î.e.n., Levant                      | Povestea relației dintre regele Solomon și regina din Saba |                     |      |                 |                                                    |
| Ben-Hur                       | 1959          | 26-30, Iudeea                                | Un prinț evreu , Ben Hur, în urma unui incident nedorit, este trădat de prietenul său, Messala, și este arestat și condamnat de guvernarea romană la galere, iar familia sa este întemnițată . Ben Hur jură să se răzbune, dar în drum spre galere are parte de o revelație care îl va determina să se schimbe pentru totdeauna și descoperă noi mijloace de luptă, antrenându-se pentru o cursă de care și înfruntând peripeții către întoarcerea sa în Iudeea. |                     |      |                 |                                                    |
| Spartacus                     | 1960          | 73-71 î.e.n., Italia                         | Spartacus, un sclav trac ce muncea în mine, este cumpărat de Lentulus Batiatus pentru a fi instruit să devină gladiator. El și cu ceilalți gladiatori, fiind supuși unor abuzuri, sunt determinați să se revolte și să evadeze pentru a duce un război împotriva sclavagismului. |                     |      |                 |                                                    |
| The 300 Spartans              | 1961          | 480 î.e.n., Grecia                           | O armată de 300 de spartani condusă de regele Leonida rezistă în fața unei armate persane superioare numeric sub regele Xerxes ce vrea să invadeze Grecia. |                     |      |                 |                                                    |
| Cleopatra                     | 1963          | 48-30 î.e.n., Alexandria și Roma             | Viața amoroasă și tragediile ultimei regine a Egiptului Ptolemeic, Cleopatra, nevoită să facă compromisuri cu Iulius Cezar și Marc Antoniu pentru menținerea independenței Egiptului, de care se îndrăgostește în cele din urmă. |                     |      |                 |                                                    |
| The Fall of the Roman Empire  | 1964          | 180-192                                      | După moartea împăratului-filosof, Marcus Aurelius Antonius, Roma, sub domnia împăratului despot Commodus, intră într-o lungă perioadă de declin. |                     |      |                 |                                                    |
| Julius Caesar                 | 1970          | 44-42 î.e.n., Roma-Phillipi                  | Iulius Cezar se întoarce triumfător la Roma după ce și-a învins inamicul, Pompei, dar cu o ambiție crescută care devine o mare grijă pentru Brutus, determinat de Cassius să participe la complotul de înlăturare a sa de la putere. Se dovedește o încercare fatală de subestimare a lui Marc Antoniu. |                     |      |                 |                                                    |
| I, Claudius                   | 1976          | 12 î.e.n-54 e.n., Roma                       | Un serial despre istoria dinastiei iulio-claudiene, povestită de împăratul Claudiu, de la instituirea Principatului de către Augustus la ascensiunea lui Nero . |                     |      |                 |                                                    |
| Jesus of Nazareth             | 1977          | 4 î.e.n-30 e.n., Iudeea                      | O mini-serie despre viața lui Isus |                     |      |                 |                                                    |
| Caligula                      | 1979          | 37-41, Roma                                  | Un film despre domnia tragică, sângeroasă și plină de orgii a împăratului Caligula |                     |      |                 |                                                    |
| Masada                        | 1981          | 72-73, Iudeea                                | După distrugerea celui de-al doilea templu, 900 de iudei zeloți au început să se opună legiunilor romane pe fortăreața de pe munte-Masada. |                     |      |                 |                                                    |
| The Last Temptation of Christ | 1988          | 26-30, Iudeea                                | O viziune nouă asupra Noului Testament, povestea ultimei perioade din viața lui Isus, din perspectiva personajului uman, nu a celui biblic, adăugându-se o altă latură poveștii, un exercițiu filosofic în care se pune întrebarea...cum ar fi evoluat lucrurile dacă Isus ar fi cedat ispitei? |                     |      |                 |                                                    |
|                               |               |                                              | |                     |      |                 |                                                    |
|                               |               |                                              | |                     |      |                 |                                                    |

## Listă de filme istorice românești
| Titlu                                   | Data lansării | Perioada acțiunii | Rezumat                                                                                               |
| --------------------------------------- | ------------- | ----------------- | --- |
| Burebista (film)                        | 1980          | 70-44 î.en.       | Filmul prezintă domnia regelui dac Burebista și primele conflicte dintre daci și romani               |
| Dacii (film)                            | 1967          | 86-88             | Campania lui Domițian în Dacia                                                                        |
| Columna (film)                          | 1968          | 106-111           | Cel de-al doilea război daco-roman și transformarea Daciei în provincie romană                        |
| Mircea (film)                           | 1989          | 1386-1418         | Filmul prezintă câteva momente semnificative din timpul domniei lui Mircea cel Bătrân                 |
| Vlad Țepeș (film)                       | 1979          | 1456 - 1462       | Cea de-a doua domnie a lui Vlad Țepeș                                                                 |
| Ștefan cel Mare - Vaslui 1475           | 1975          | 1475              | Bătălia de la Vaslui                                                                                  |
| Mihai Viteazul (film)                   | 1971          | 1593-1601         | Domnia lui Mihai Viteazul                                                                             |
| Horea                                   | 1984          | 1784              | Răscoala lui Horea, Cloșca și Crișan                                                                  |
| Tudor (film)                            | 1963          | 1821              | Revoluția lui Tudor Vladimirescu                                                                      |
| Cantemir (film)                         | 1973          | 1710 - 1711       | Film istoric de aventuri în care se evocă figura cărturarului domnitor, Dimitrie Cantemir.            |
| Ecaterina Teodoroiu (film)              | 1978          | 1916-1917         | Film istoric care are în prim plan participarea eroinei Ecaterina Teodoroiu în Primul Război Mondial. |
| Gata Oricând - Eroii de la Podul Jiului | 2022          | 1916              | Film istoric despre Bătălia de la Podul Jiului                                                        |
|                                         |               |                   | |
|                                         |               |                   | |
|                                         |               |                   | |
|                                         |               |                   | |
|                                         |               |                   | |
|                                         |               |                   | |
|                                         |               |                   | |
|                                         |               |                   | |

## Vezi și
- Listă de filme despre Roma antică
- Marakkar: Lion of the Arabian Sea